# アメリカアマガエル
アメリカアマガエル（亜米利加雨蛙、Dryophytes cinereus）は、両生綱無尾目アマガエル科アマガエル属に分類されるカエル。

## 分布

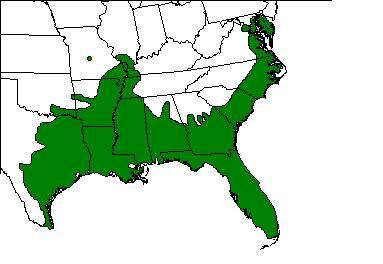
分布

アメリカ合衆国（アーカンソー州、アラバマ州、イリノイ州南部、ヴァージニア州東部、サウスカロライナ州南東部、ジョージア州、テキサス州東部、フロリダ州、ノースカロライナ州東部、ミシシッピ州、ミズーリ州南東部、ルイジアナ州東部）固有種

## 形態
体長4-6cm。オスよりもメスの方が大型になる。体形は細く、吻端は突出する。指先には大型の吸盤がある。
体色は普通黄緑色だが、環境によってある程度変色する。吻端から体側面にかけて白い筋模様が入る個体が多い。

## 生態
水辺の森林、草原、農耕地、市街地等に生息する。
食性は肉食性で昆虫類、節足動物等を食べる。
繁殖形態は卵生で、3-10月に池沼等の水中にある水草や木の枝等に卵を産む。繁殖期は北部の個体群では短い。

## Status
LEAST CONCERN (IUCN Red List Ver. 3.1 (2001))

## 人間との関係
民家近くにも生息し人間に身近なカエルといえる。
ペットとして飼育されることもあり、日本にも輸入されている。